# Dwór Gorajskich w Lublinie
Dwór Gorajskich – wczesnobarokowy dwór w Lublinie, najlepiej zachowany tego typu budynek. Stoi przy ulicy Północnej 22a.

## Historia
Pierwsze wzmianki o obiekcie pochodzą z roku 1737. Należał on wówczas do Felicjana Bielskiego. Jego metryka jest jednak starsza. Uważa się, że wcześniej dwór należał do rodu Gorajskich, a inne źródła wspominają o dworze i kaplicy braci polskich Rafała Leszczyńskiego, zniszczonej w 1627 roku. Ostatnimi właścicielami byli od XIX wieku Chrzanowscy, stąd obiekt często jest określany mianem Dworu Chrzanowskich. W 1970 majątek przeszedł na rzecz Skarbu Państwa. Po gruntownym remoncie swoją siedzibę znalazł tutaj Automobilklub Lubelski.
Ten piętrowy, kryty wysokim, łamanym dachem obiekt jest najlepiej zachowanym dworem wczesnobarokowym w mieście.

## Galeria

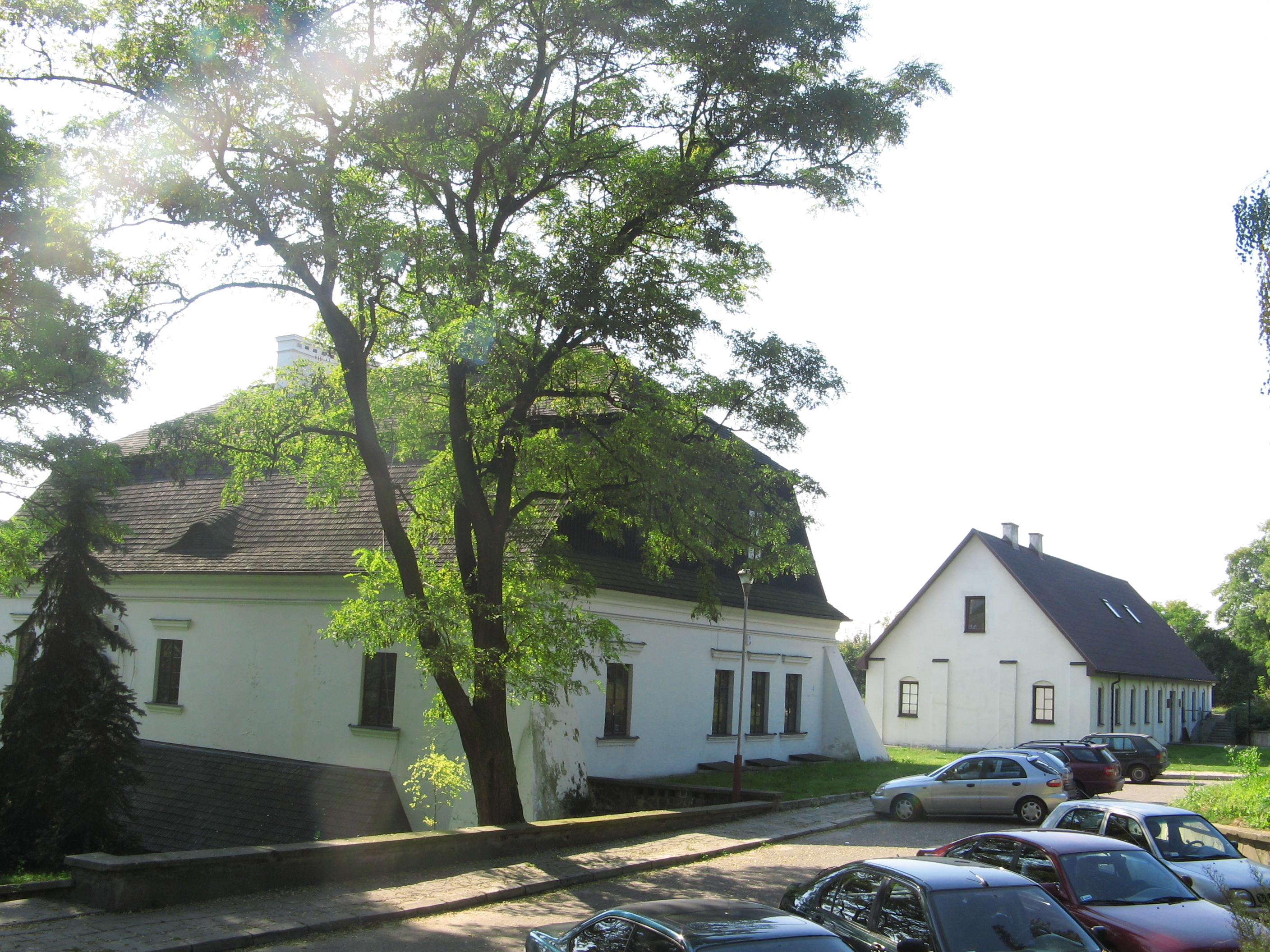
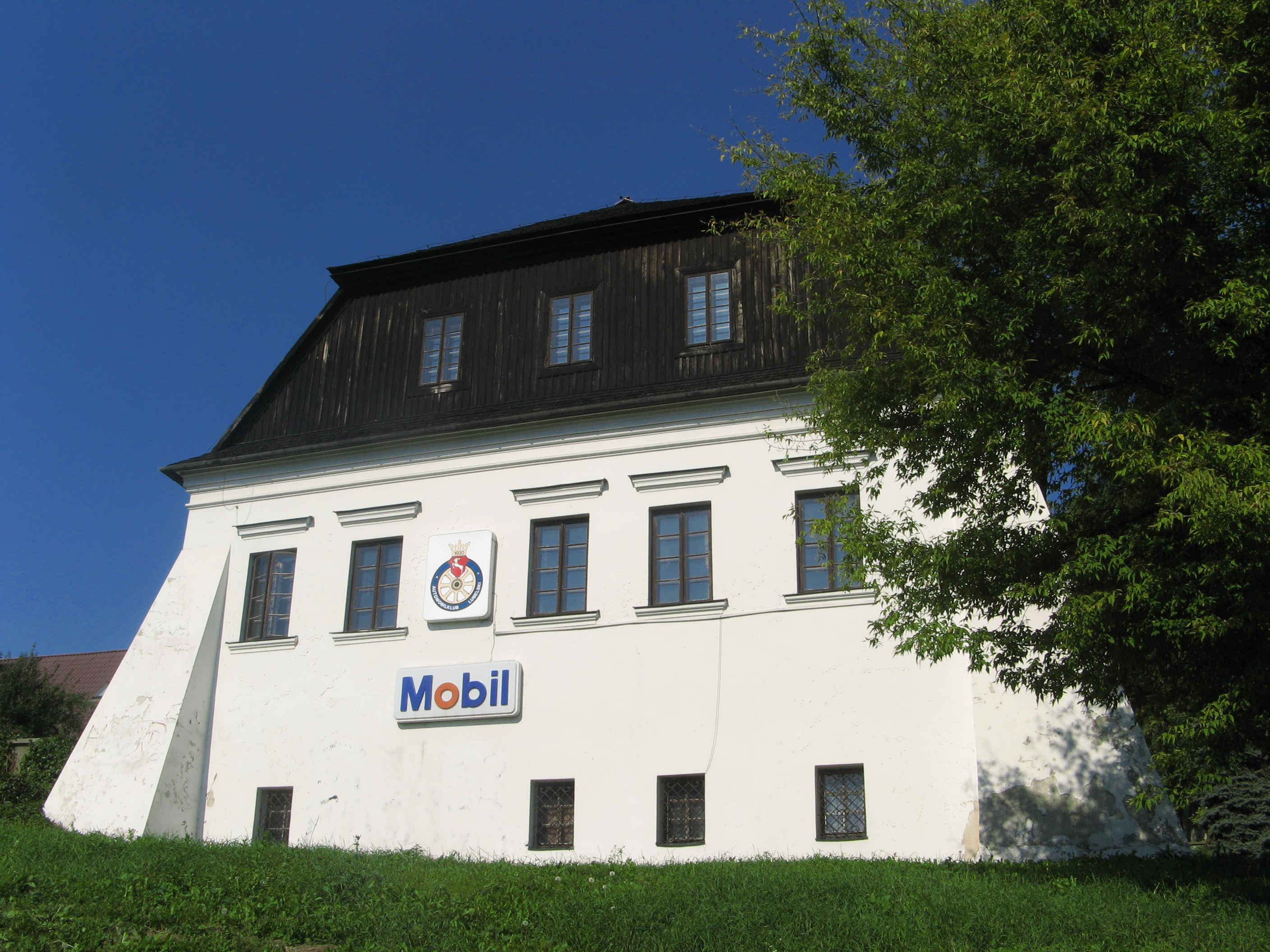
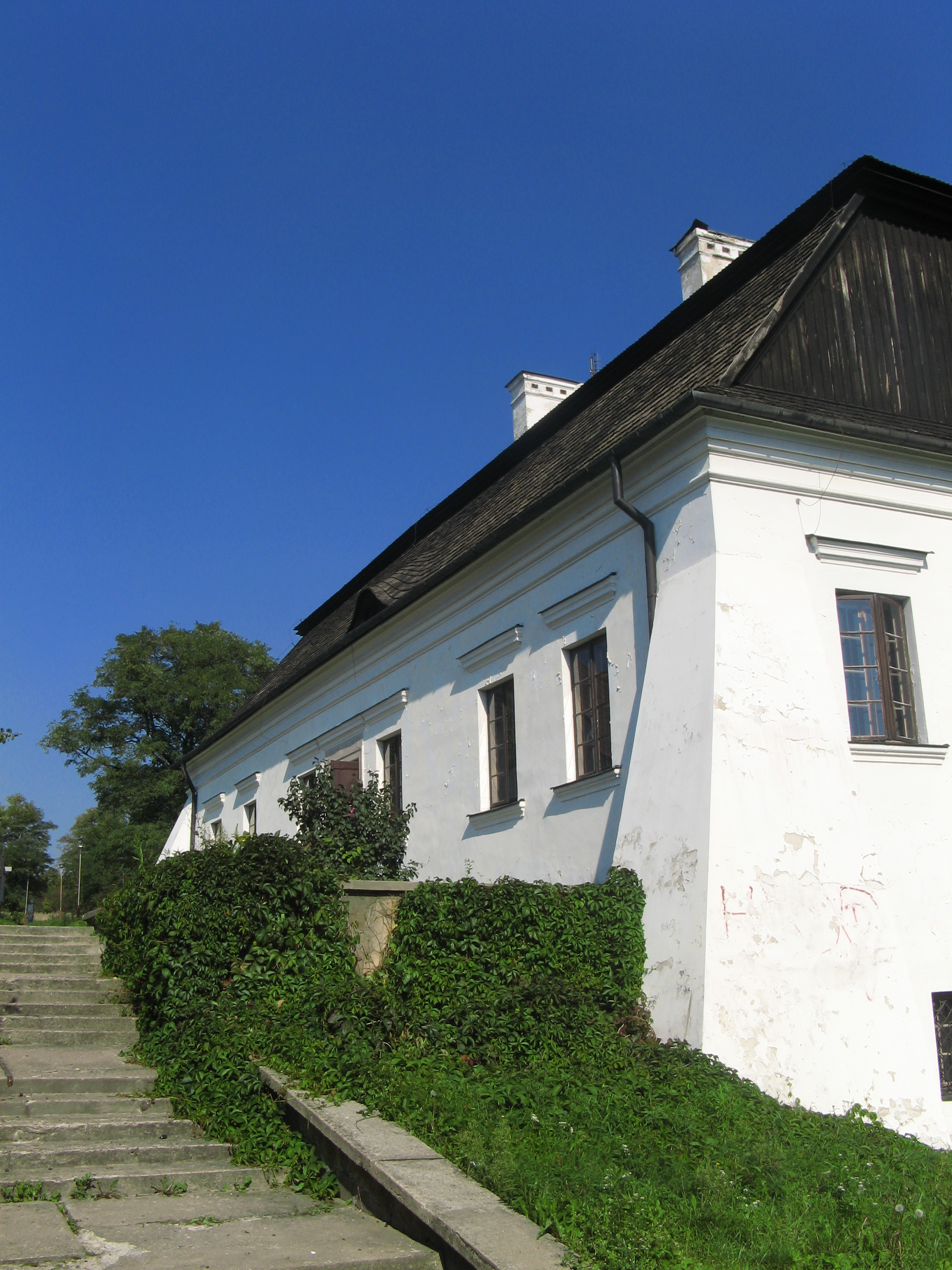